# Stivalius phoberus
Stivalius phoberus är en loppart som beskrevs av Jordan et Rothschild 1922. Stivalius phoberus ingår i släktet Stivalius och familjen Stivaliidae. Inga underarter finns listade i Catalogue of Life.